# ウォーターマン (映画)
『ウォーターマン』（原題:The Water Man）は2020年に公開されたアメリカ合衆国のドラマ映画である。監督・主演はデヴィッド・オイェロウォが務めた。本作はオイェロウォの長編映画監督デビュー作でもある。

## 概略
オレゴン州。ガンナー・ブーンは白血病で死の床にある母親のメアリーを救うべく、その手掛かりを求めて書物を読み漁っていた。そんなある日、ガンナーは不死の秘法を知るという伝承上の存在、ウォーターマンに関する記述を見つけた。ガンナーはウォーターマンこそが最後の希望であると確信し、父親（アモス）の日本刀を携えて彼を探す旅に出た。ほどなくして、ガンナーはウォーターマンを見かけたことがあるというホームレスの少女、ジョーに出会うことができ、彼女も旅に合流することになった。ガンナーとジョーは勇気を振り絞って森の奥深くへと分け入り、数々の危険を協力して乗り越えていった。
その頃、アモスとメアリーは警察に捜索願を提出し、自宅で息子が無事に帰ってくることを祈っていた。ところが、ここで予期せぬ事態が発生した。ガンナーのいる森林地帯で山火事が発生したのである。その一報を聞いたアモスは「もはや警察に任せてはおれぬ」と家を飛び出し、危険を顧みずに息子の救出へ向かうのだった。

## キャスト
- アモス・ブーン：デヴィッド・オイェロウォ
- メアリー・ブーン：ロザリオ・ドーソン
- ガンナー・ブーン：ロニー・チェイヴィス
- ジョー・ライリー：アマイア・ミラー
- ジム・バッシー：アルフレッド・モリーナ
- グッドウィン保安官：マリア・ベロ

## 製作
2015年6月11日、デヴィッド・オイェロウォが本作に出演することになったと報じられた。12月、エマ・ニーデルが執筆した脚本がブラックリストに掲載された。2019年3月27日、本作の主要キャストが発表された。
本作の企画が始動した時点で、オイェロウォは主演とプロデューサーを兼任することになっていたが、監督は別の人物が担当する予定だった。ところが、後にその人物が降板してしまい、オイェロウォはニーデルの懇願もあって監督も務めることになったのだという。また、監督と主演を兼任するに際し、オイェロウォはアンジェリーナ・ジョリーから「他の出演者から良い演技を引き出すことに集中するあまり、自分の演技が疎かになるなんてことがないように」というアドバイスを受け、それを心に留めながら撮影に臨んだ。
2021年5月7日、レイクショア・レコーズが本作のサウンドトラックを発売した。

## 公開・興行収入
2020年9月13日、本作は第45回トロント国際映画祭でプレミア上映された。2021年2月23日、RLJEフィルムズが本作の全米配給権を、Netflixが本作の米国外配信権を獲得したと報じられた。4月15日、本作のオフィシャル・トレイラーが公開された。5月7日、本作は全米311館で封切られ、公開初週末に18万1046ドルを稼ぎ出し、週末興行収入ランキング初登場13位となった。

## 評価
本作は批評家から好意的に評価されている。映画批評集積サイトのRotten Tomatoesには71件のレビューがあり、批評家支持率は77%、平均点は10点満点で6.6点となっている。また、Metacriticには21件のレビューがあり、加重平均値は68/100となっている。